# Écrins

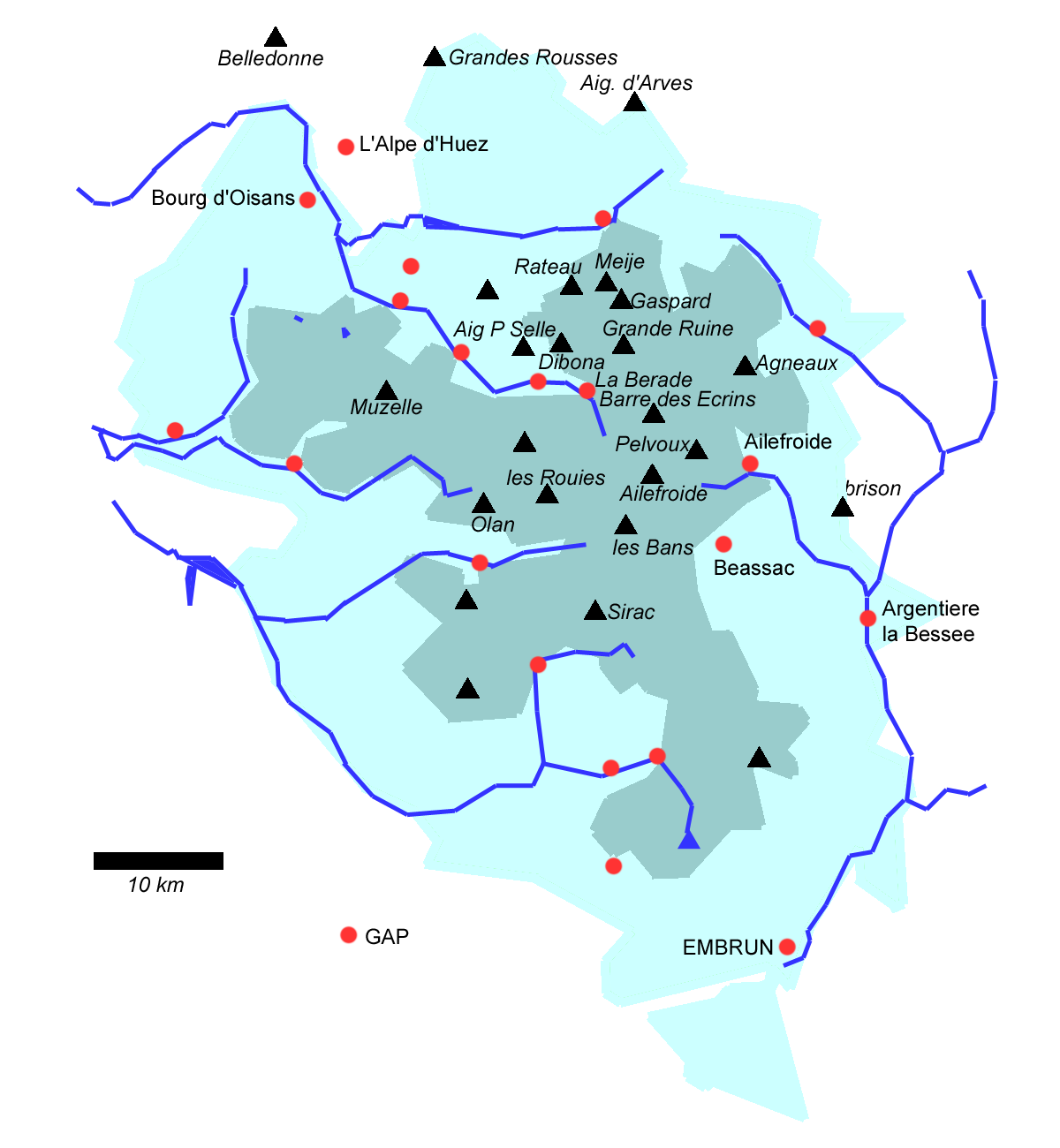
Écrins i ważniejsze szczyty

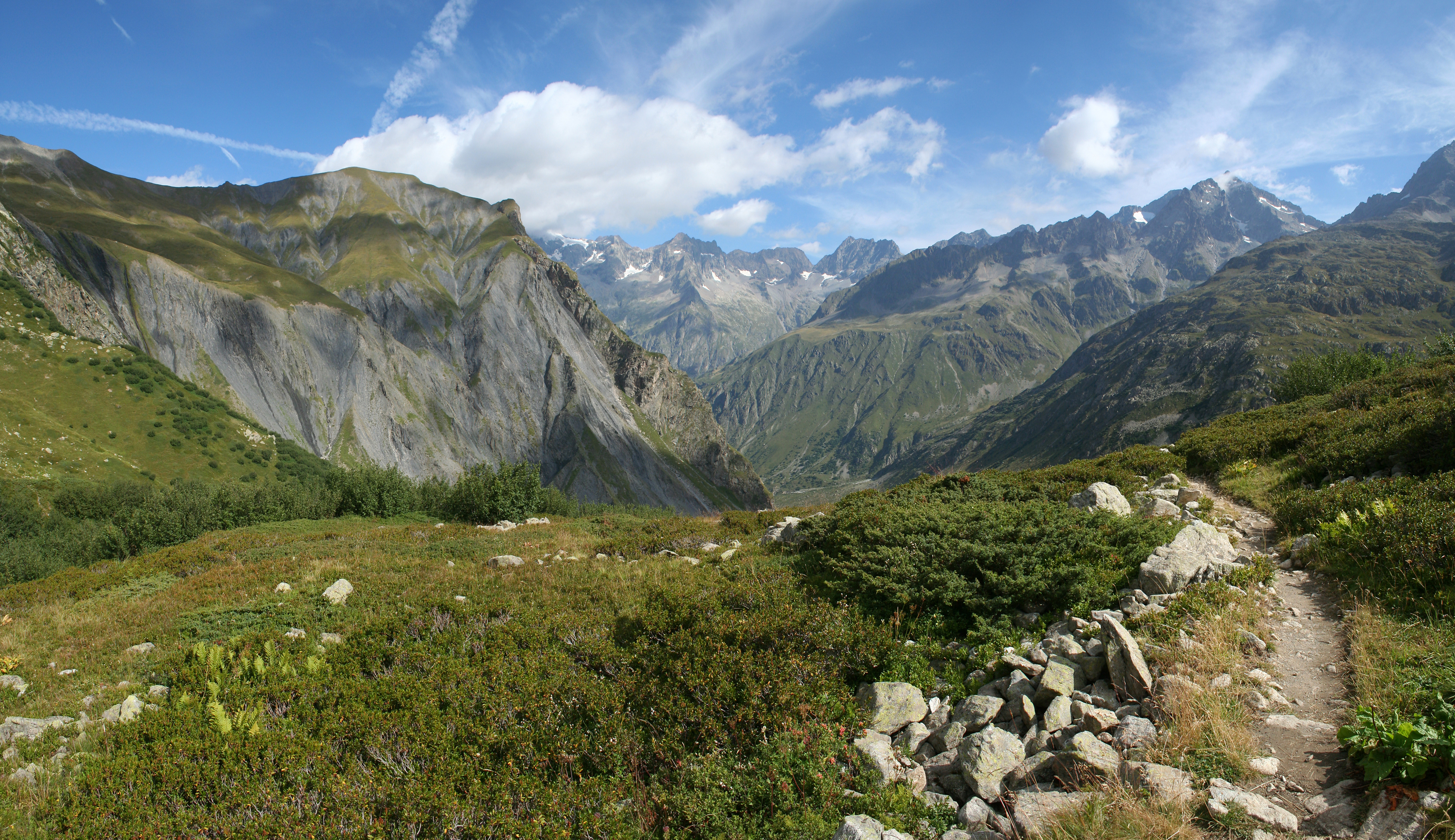
Widok na dolinę Valgaudemar w rejonie Barre des Écrins

Écrins (oks. leis Escrinhs) – najwyższa grupa górska w Alpach Delfinackich, części Alp Zachodnich.
W dawniejszej literaturze nazywana grupą lub masywem Pelvoux. Od północy ograniczona jest doliną rzeki Romanche, od wschodu i południowego wschodu dolinami rzek Guisane i Durance, od zachodu i południowego zachodu doliną rzeki Drac. Zbudowana ze skał krystalicznych i metamorficznych, głównie granitów, łupków krystalicznych i łupków mikowych. Charakteryzuje się wysokimi, strzelistymi szczytami sięgającymi 4000 m n.p.m., długimi i głęboko wciętymi dolinami, licznymi lodowcami i polami śnieżnymi o łącznej powierzchni przekraczającej 120 km² oraz bogatą florą i fauną, w których występuje wielka liczba gatunków górskich i alpejskich.
Najwyższy szczyt to Barre des Écrins (4102 m n.p.m.) – pierwszy, licząc od zachodu i południa, czterotysięcznik Alp i jedyny w tej grupie górskiej. Kolejne najwyższe szczyty to la Meije (3983 m n.p.m.), l'Ailefroide (3953 m n.p.m.) i Mont Pelvoux (3946 m n.p.m.).
Grupa Écrins uznawana jest obok masywu Mont Blanc za najbardziej „alpejską” grupę w Alpach francuskich. Posiada bardzo urozmaiconą budowę geologiczną. Tworzy ją rozległy masyw krystaliczny, otoczony nieciągłymi, rozrzuconymi po obrzeżach strefami zbudowanymi ze skał osadowych. W centrum masywu, wokół La Bérarde, znajdziemy granity, które są otoczone szerokim pasem skał metamorficznych, poczynając od anatektycznych skał budujących Mont Pelvoux przez migmatyty Barre des Écrins po rozmaite odmiany gnejsów w masywach La Meije, Olan i Sirac.
Na swym obszarze grupa Écrins prezentuje wszystkie klasyczne cechy rzeźby alpejskiej z potężnymi graniami i turniami skalnymi oraz licznymi lodowcami. Według danych z 2009 r. na jej terenie znajdowały się 282 nazwane lodowce o łącznej powierzchni 68,6 km². Stanowiło to ok. 25% powierzchni wszystkich lodowców w Alpach francuskich. Wśród nich jednak ogromna większość (179 lodowców) posiadało niewielkie powierzchnie, poniżej 0,1 km², a jedynie 5 lodowców miało powierzchnie większe niż 2,5 km². Podobnie jak w innych częściach Alp, lodowce w grupie Écrins są w odwrocie: w połowie XIX w. (koniec tzw. małej epoki lodowej) zajmowały one jeszcze powierzchnię ok. 171 km². Bogata jest sieć rzeczna, liczba zbiorników wodnych jest natomiast niewielka. Wymienić tu należy jeziora Arsine, Combeynot, Eychauda, Lauvitel i Vallon.
Od połowy XIX wieku grupa Écrins jest jednym z ważniejszych terenów formowania się światowego alpinizmu. Również obecnie jest to popularny obszar do uprawiania turystyki wysokogórskiej, dysponujący gęstą siecią szlaków turystycznych i górskich schronisk turystycznych.
Znaczną część grupy obejmuje utworzony w 1973 Park Narodowy Écrins (fr. Parc National des Écrins).

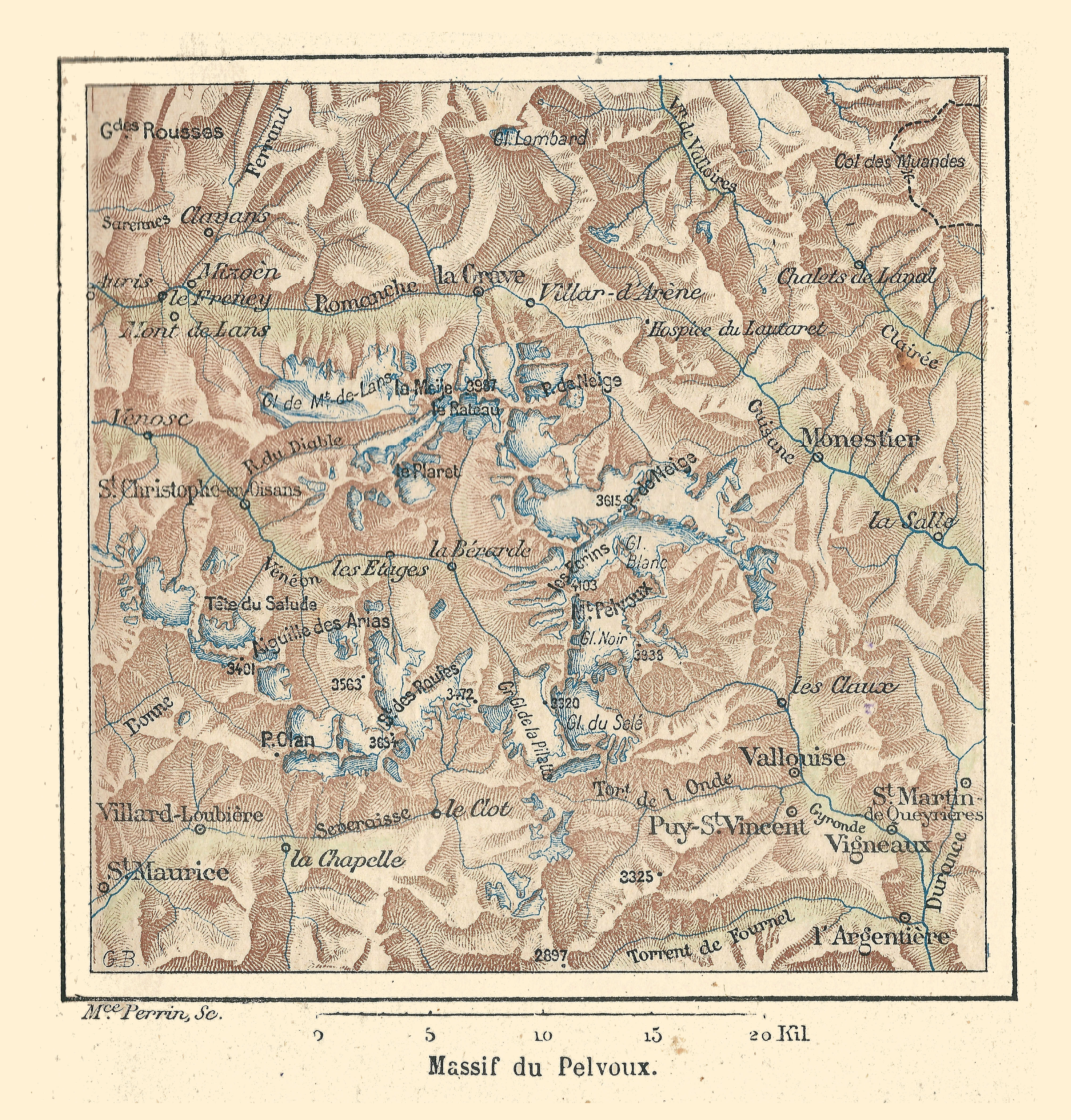
Massif du Pelvoux (dawna nazwa masywu), z książki Géographie élémentaire de la France et de ses colonies (Franz Schrader i Louis Gallouédec, 1894).
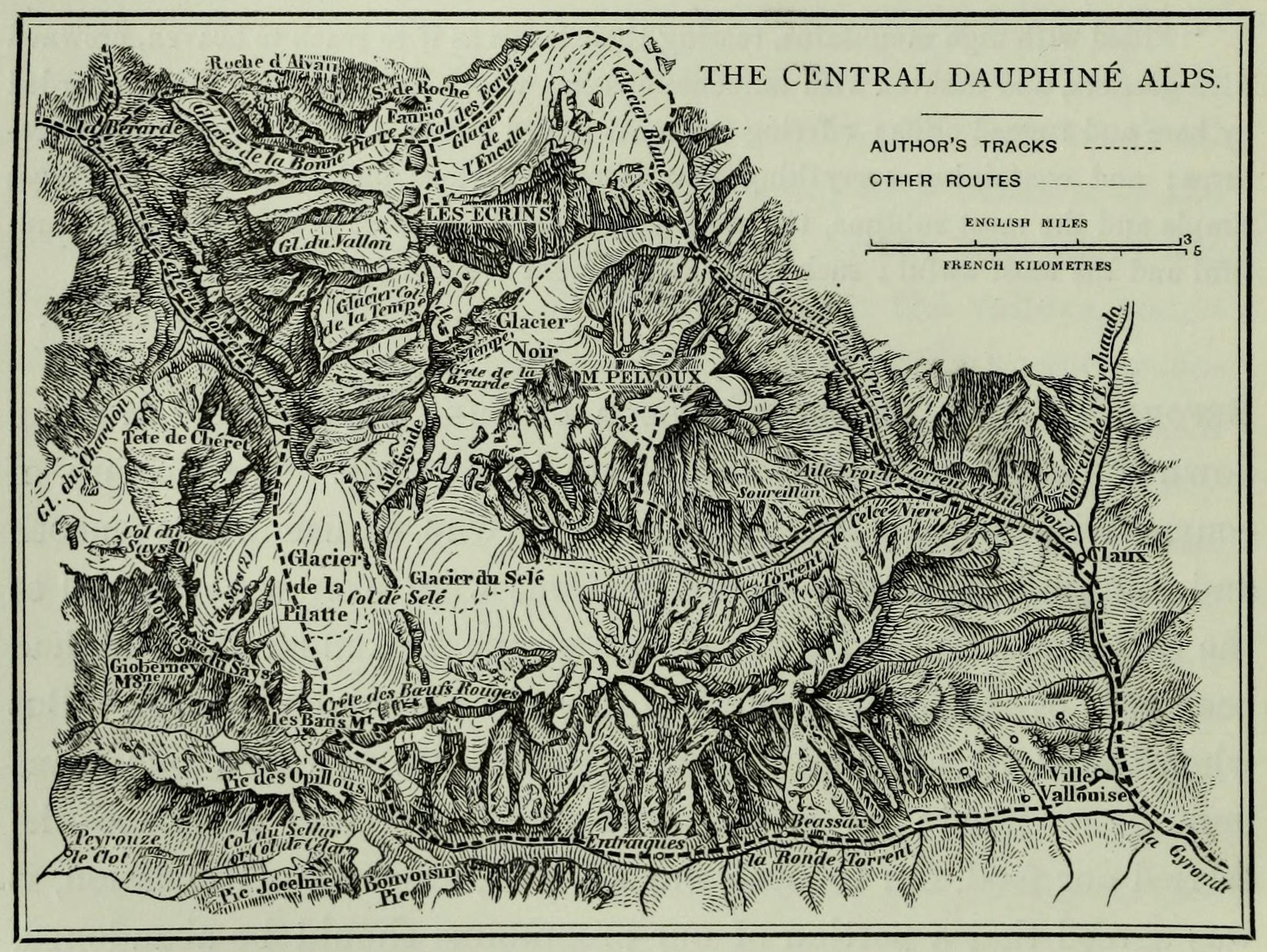
Mapa centralnej części masywu Écrins, z pracy Escalades dans les Alpes de 1860 à 1868 (Edward Whymper).
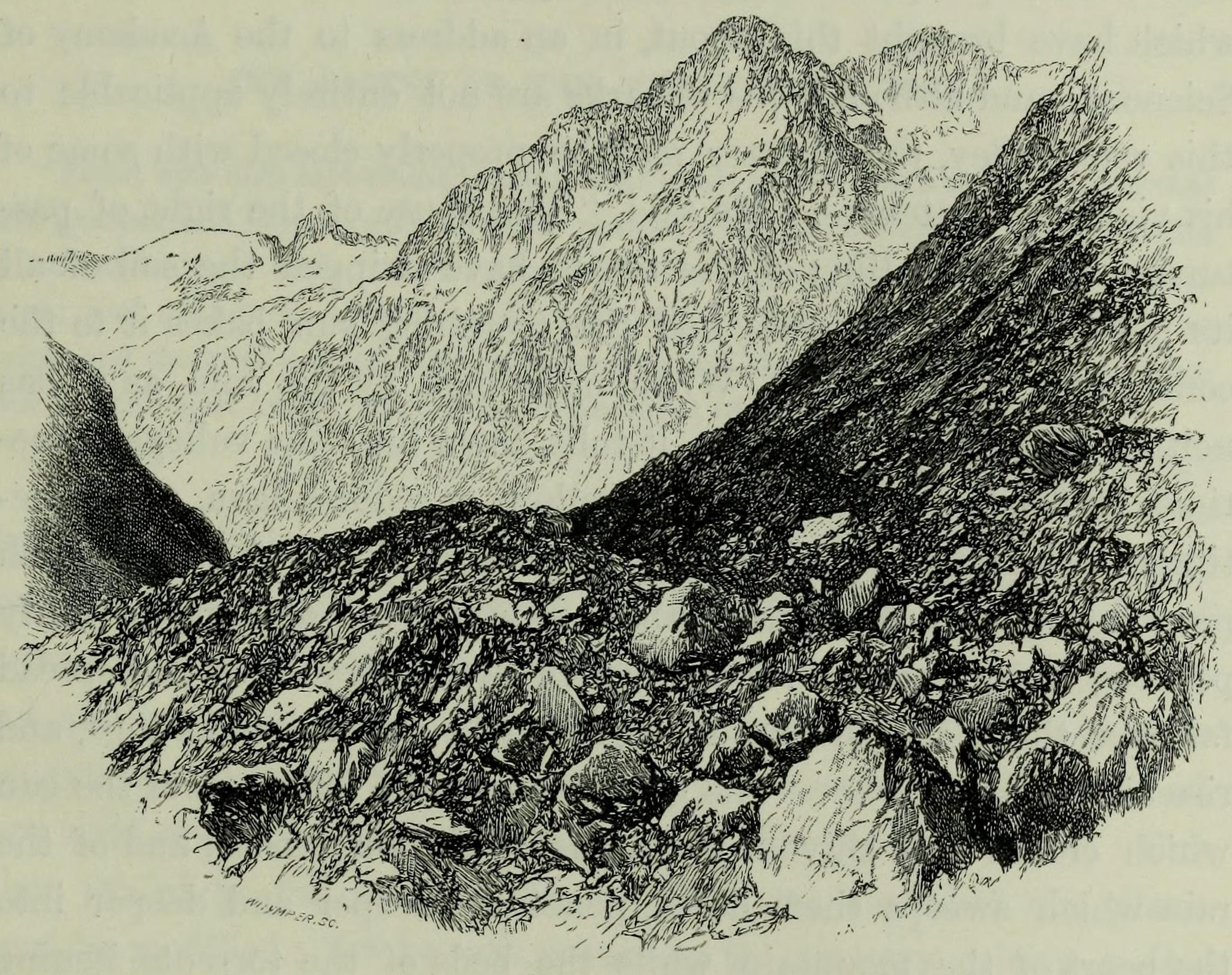
Dolina Étançons, widok w kierunku La Bérarde, z pracy Escalades dans les Alpes de 1860 à 1868 (Edward Whymper).